# Logan Bailly
Logan Bailly (27 de dezembro de 1985) é um futebolista profissional belga, que atua como goleiro.

## Carreira
Logan Bailly integrou o elenco da Seleção Belga de Futebol,  que competiu nos Jogos Olímpicos de Verão de 2008.. 